# ウィード (アーカンソー州)
ウィードとは、アメリカのアーカンソー州にある非法人地域である。

## 地理
ウィードは、フランシスコ川とマークツリーの近くBNSF鉄道の北に位置している。